# Leimersberg (Gemeinde Friesach)

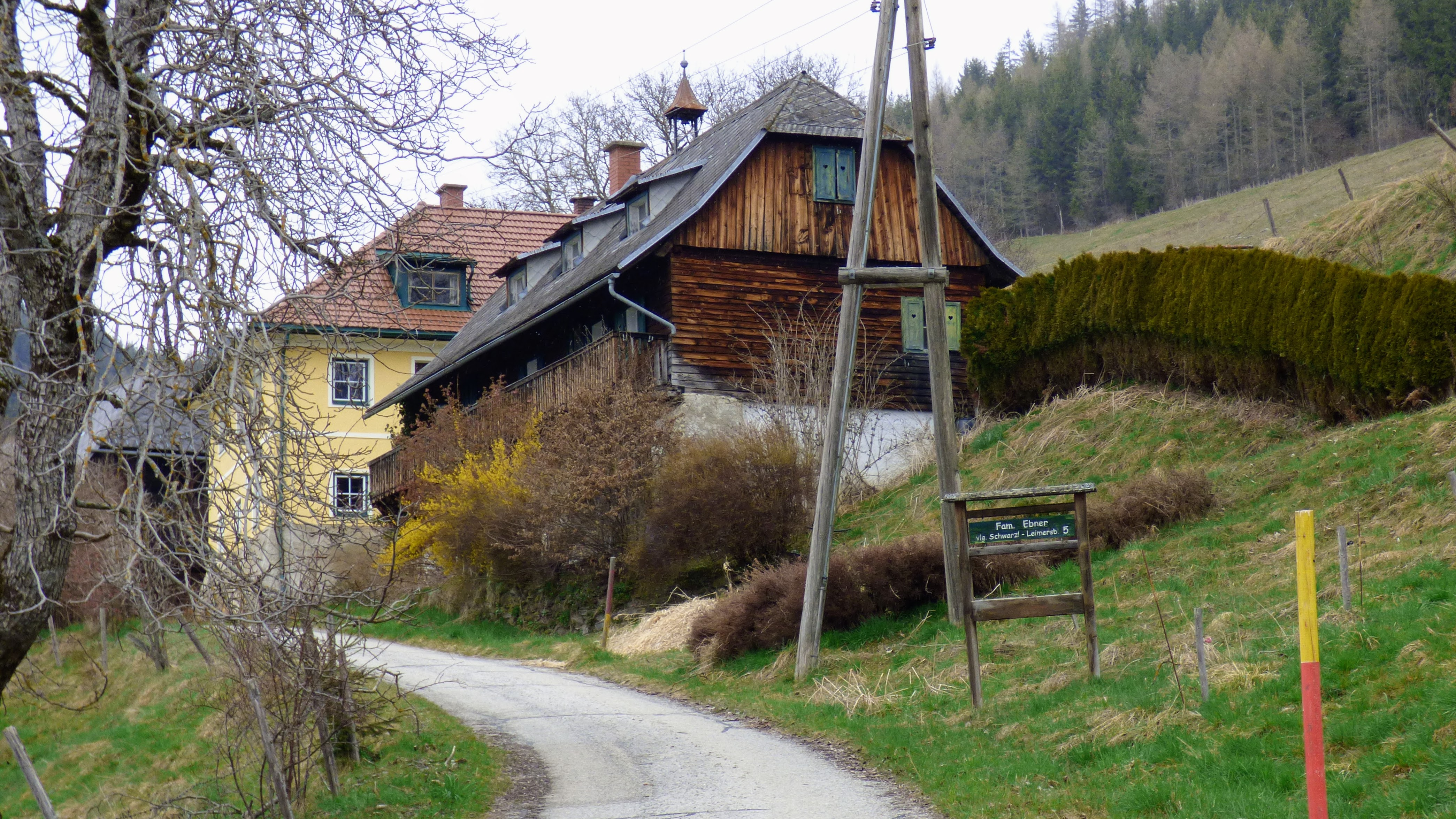
Leimersberg, Hof Schwarzl (Nr. 5)

Leimersberg ist eine Ortschaft in der Gemeinde Friesach im Bezirk Sankt Veit an der Glan in Kärnten (Österreich). Die Ortschaft hat 11 Einwohner (Stand 1. Jänner 2024). Sie liegt auf dem Gebiet der Katastralgemeinde St. Salvator.

## Lage
Leimersberg liegt in den Metnitzer Alpen im Nordwesten der Gemeinde Friesach, etwa 5 km nordwestlich von St. Salvator, oberhalb von Staudachhof. Zur Ortschaft gehören die Höfe Angerer (Haus Nr. 2), Achner (Nr. 3), Ofner (Nr. 4), Schwarzl/Berghof (Nr. 5, 6) und Ranner/Ofnerkeusche (Nr. 7). Die Höfe liegen auf einer Seehöhe von etwa 980 und 1110 m.

## Geschichte
Der Ort wird 1390 als Lewbensperg genannt.
Auf dem Gebiet der Steuergemeinde St. Salvator liegend, gehörte Leimersberg in der ersten Hälfte des 19. Jahrhunderts zum Steuerbezirk Dürnstein. Bei Gründung der Ortsgemeinden in Verbindung mit den Verwaltungsreformen Mitte des 19. Jahrhunderts kam Leimersberg an die Gemeinde St. Salvator.
1943 zeigte die Bäuerin Kerschbaumer zusammen mit ihren Nachbarn Liberius Löcker (vulgo Schwarzl) und Agnes Stranner ihren eigenen Mann, den Bauern Peter Kerschbaumer von der Ofnerhube, an, weil dieser nach Erhalt der Nachricht vom Kriegstod seines außerehelichen Sohnes den Adolf Hitler einen Gauner, Zottel und Falotten genannt hatte. Peter Kerschbaumer wurde daraufhin ins KZ Dachau gebracht, wo er im März 1944 starb. Im Sommer 1946 wurden die Denunzianten vom Volksgericht zu Strafen zwischen 6 Monaten Arrest und 12 Monaten Kerker verurteilt.
Seit der Gemeindestrukturreform von 1973 gehört der Ort zur Gemeinde Friesach.

## Bevölkerungsentwicklung
Für die Ortschaft ermittelte man folgende Einwohnerzahlen:
- 1869: 6 Häuser, 64 Einwohner[3]
- 1880: 6 Häuser, 43 Einwohner[4]
- 1890: 6 Häuser, 46 Einwohner[5]
- 1900: 6 Häuser, 41 Einwohner[6]
- 1910: 7 Häuser, 43 Einwohner[7]
- 1923: 6 Häuser, 40 Einwohner[8]
- 1934: 55 Einwohner[9]
- 1961: 7 Häuser, 32 Einwohner[10]
- 2001: 6 Gebäude (davon 5 mit Hauptwohnsitz) mit 7 Wohnungen; 17 Einwohner und 1 Nebenwohnsitzfall; 7 Haushalte; 1 Arbeitsstätte, 3 land- und forstwirtschaftliche Betriebe[11]
- 2011: 5 Gebäude, 18 Einwohner, 6 Haushalte, 1 Arbeitsstätte[12]
- 2021: 5 Gebäude, 12 Einwohner, 6 Haushalte, 2 Arbeitsstätten[13]